# Joseph Ernest Sutton de Clonard
Joseph (ou Jean) Ernest Sutton de Clonard (Paris, 18 septembre 1784 - Paris, 28 janvier 1816) est un auteur dramatique français.

## Biographie
Attaché à l’administration de la marine, ses pièces ont été représentées à Bordeaux ainsi qu'au Théâtre de l'Ambigu, au Vaudeville et au Théâtre des Variétés à Paris. 

## Œuvres
- Croutinet, ou le Salon de Montargis, caricature en un acte et en vaudevilles, 1802
- Nicaise tout seul, ou Pas si bête, monologue bouffon, en 1 acte, mêlé de vaudevilles, 1802
- Frontin tout seul ou le Valet dans la malle, scène-folie en vaudevilles, 1802
- M. Botte ou le Négociant anglais, comédie en 3 actes et en prose, avec Joseph Servières et François-Joseph Grille, 1803
- L'Ivrogne et sa femme, comédie-parade en 1 acte, mêlée de vaudevilles, imitation d'une fable de La Fontaine, avec Armand Croizette, 1803
- Jean-Baptiste Rousseau, ou le Retour à la piété filiale, comédie en 1 acte et en prose, mêlée de vaudevilles, 1803
- L’Épingle et la Rose, ou les Talismans d'amour, comédie-vaudeville en un acte et en prose, 1807
- Nous allons le voir ou la répétition générale d'une grande fête, hommage impromptu en six scènes, 1808
- La Ville au village, ou les Hommes tels qu'ils sont, comédie en 1 acte mêlée de couplets, avec Grille, 1809
- Une fête de village ou Des bienfaits pour tout le monde, divertissement-impromptu en un acte et en vaudevilles, 1810
- Les Époux de quinze ans, comédie en 1 acte et en prose, mêlée de vaudevilles, 1812
- Les Faux Maris ou le Danger des épreuves, comédie en un acte et en prose, 1812